# Acerbia sibirica
Acerbia sibirica là một loài bướm đêm thuộc phân họ Arctiinae, họ Erebidae.